# Ambrysus amargosus
Ambrysus amargosus är en insektsart som beskrevs av La Rivers 1953. Ambrysus amargosus ingår i släktet Ambrysus och familjen vattenbin. Inga underarter finns listade i Catalogue of Life.